# سلاسل جبال ساحل المحيط الهادئ

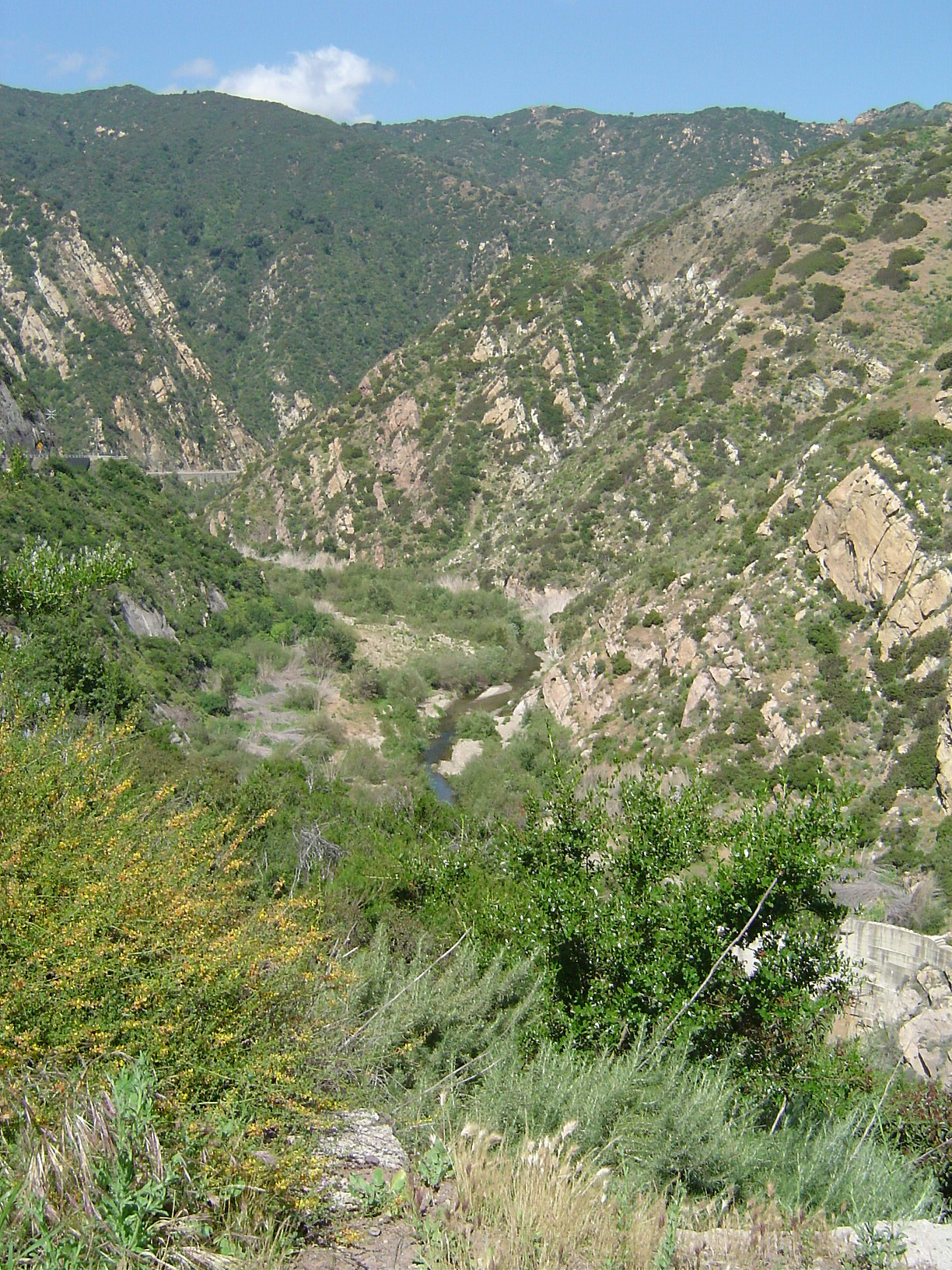
ماليبو كانيون (Malibu Canyon)، جبال سانتا مونيكا

سلاسل جبال ساحل المحيط الهادئ (Pacific Coast Ranges في كندا و Pacific Mountain System في الولايات المتحدة) هي مجموعة من سلاسل الجبال التي تمتد عبر الساحل الغربي لأمريكا الشمالية من آلاسكا في الجنوب إلى شمال ووسط المكسيك.

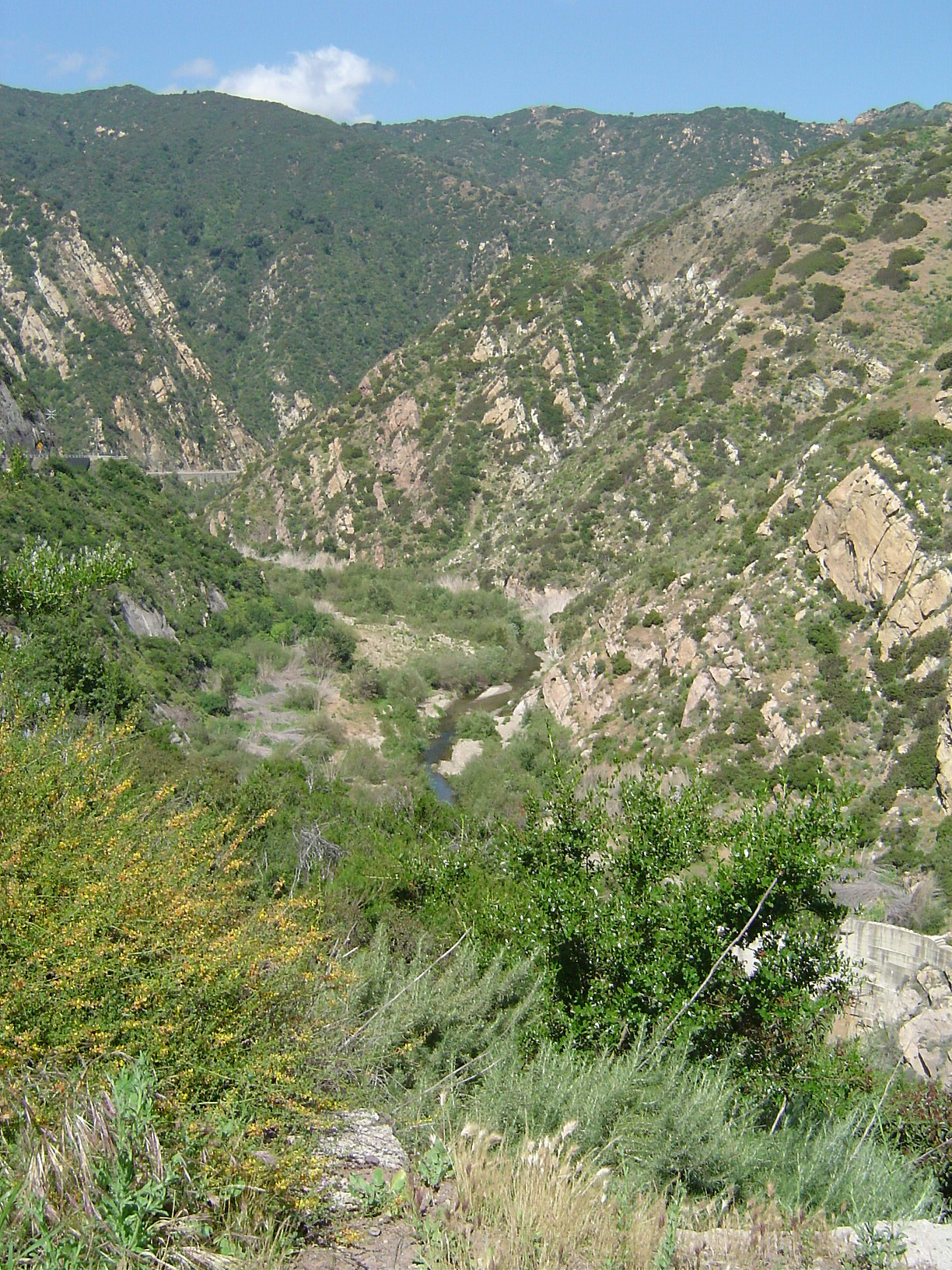
ماليبو كانيون (Malibu Canyon)، جبال سانتا مونيكا

وتعد سلاسل جبال ساحل المحيط الهادئ جزءًا من سلسلة الجبال الغربية لأمريكا (والتي يطلق عليها في بعض الأحيان اسم سلسلة الجبال الغربية، أو في كندا، اسم سلسلة جبال المحيط الهادئ و / أو سلسلة الجبال الكندية)، والتي تشتمل على جبال روكي وجبال كولومبيا والجبال الداخلية والهضبة الداخلية وجبال سييرا نيفادا، سلاسل جبال الحوض العظيم، وغيرها من سلاسل الجبال والهضاب والأحواض المتنوعة.
وتسري تسمية سلاسل جبال ساحل المحيط الهادئ، على الرغم من ذلك، فقط على النظام الغربي من سلاسل الجبال الغربية،  والتي تشتمل على جبال سانت إلياس(Saint Elias) والجبال الساحلية وجبال إنسيولار(Insular) والجبال الأوليمبية وسلسلة جبال كاسكاد (كاسكيد رينج) وسلسلة جبال ساحل أوريغون وسلاسل جبال ساحل كاليفورنيا وسلاسل جبال ترانسفيرس وسلاسل جبال شبه الجزيرة وسلاسل جبال سييرا مادري الغربية.

## استعمالات أخرى
يستخدم المصطلح سلاسل الجبال الساحلية من خلال هيئة المساحة الجيولوجية للولايات المتحدة للإشارة فقط إلى سلاسل الجبال إلى الجنوب من مضيق خوان دي فوكا في واشنطن إلى الحدود بين كاليفورنيا والمكسيك، وفقط سلاسل الجبال إلى الغرب من بوجيت (Puget)، ووادي ويلاميت (Willamette)، وساكرامينتو وسان يواكين أو «وادي كاليفورنيا المركزي» (وبالتالي يتم استثناء سلاسل جبال سييرا نيفادا وكاسكاد)، وموهافي و(الصحراء العليا) وسونوران (الصحراء المنخفضة).
أي محافظة حدود المحيط الهادئ. ويستخدم نفس المصطلح بشكل غير رسمي في كندا للإشارة إلى الجبال الساحلية والأراضي الداخلية المجاورة لها مثل جبال هازيلتون (Hazelton)، وفي بعض الأحيان كذلك (جبال سانت إلياس (Saint Elias)).

## الجغرافيا
تختلف طبيعة السلاسل بشكل كبير، من الجبل الجليدي الذي سجل رقمًا قياسيًا في سلاسل جبال ألاسكا، وحتى سلاسل جبال وسط وجنوب كاليفورنيا، وسلاسل الجبال المستعرضة وسلاسل جبال شبه الجزيرة في المناطق الإيكولوجية البلوط والغابات مع غابة البلوط وغابات شجيرات البلوط أو نبات المريمية الساحلي الذي يغطيها. وغالبًا ما ينحدر الخط الساحلي بحدة في البحر مع ظهور مظاهر رائعة. وبطول ساحل كولومبيا البريطانية وآلاسكا، تمتزج الجبال مع البحر في متاهة معقدة من المضايق، مع آلاف الجزر. وأمام ساحل كاليفورنيا الجنوبي، يمتد أرخبيل جزر تشانيل في جبال سانت مونيكا (Santa Monica) لمسافة 160 ميلاً.
توجد سهول ساحلية عند مصبات الأنهار التي شقت طريقها عبر الجبال مع نشر الرواسب، والتي تأتي أهمها في نهر كوبر في آلاسكا، ونهر فريزر (Fraser) في كولومبيا البريطانية ونهر كولومبيا (Columbia) بين واشنطون وأوريغون. في كاليفورنيا: ساكرامينتو وسان يواكين وخليج سان فرانسيسكو (San Francisco) ونهر سانتا كلارا وسهل أوكسنارد (Oxnard) (وهو مقر تربة من أكثر أنواع التربة خصوبة في العالم)، وأنهار لوس أنجلوس وسان جابرييل وسانتا آنا حوض لوس أنجليس - سهل ساحلي معبأ بالرواسب بين سلاسل الجبال في شبه الجزيرة والمستعرضة في الحوض وبعمق يصل إلى 6 أميال (10 كم)، ونهر سان دييجو (San Diego) خليج ميشن.
بجوار شمال خليج سان فرانسسكو، من المعتاد أن تستقر كتل الهواء الباردة غير المستقرة من خليج آلاسكا في إحدى السلاسل الجبلية الساحلية، مما يؤدي إلى هطول الأمطار الكثيفة، سواء في شكل مطر أو في شكل جليد، خصوصًا على المنحدرات الغربية لها. ويحدث نفس هذا الطقس الشتوي بشكل متكرر مع وجود أمطار أقل في جنوب كاليفورنيا، حيث تسبب واجهات الجبال الغربية وقممها ظل مطر في الشرق تؤدي إلى إنتاج المناطق الصحراوية القاحلة.
ويتم حذف سلسلة جبال سييرا نيفادا، من القائمة أدناه، إلا أنه يتم غالبًا تضمينها، وهي سلسلة جبال كبيرة في شرق كاليفورنيا يفصلها الوادي المركزي في معظم طولها من سلاسل الجبال الساحلية في كاليفورنيا وسلاسل الجبال المستعرضة.

## أكبر سلاسل الجبال
فيما يلي مكونات سلاسل الجبال الساحلية على المحيط الهادئ، من الشمال إلى الجنوب:
- جبال كيناي (Kenai)، آلاسكا الجنوبية
- جبال تشوجاش (Chugach)، آلاسكا الجنوبية
- جبال توكيتنا (Talkeetna)، آلاسكا الجنوبية

- سلاسل جبال ياكون، آلاسكا، ياكون
  - جبال رانجيل (Wrangell)، آلاسكا الجنوبية
- جبال سانت إلياس (Saint Elias)، آلاسكا الجنوبية، جنوب غرب ياكون، أقصى شمال غرب كولومبيا البريطانية
  - سلاسل جبال آلسيك (Alsek)
    - سلاسل جبال فيرويزر (Fairweather)
    - جبال تاكشانوك (Takshanuk)، هاينز، منطقة آلاسكا. بين تجمعات مياه شيللكات وشيلكوت
- الجبال الساحلية
  - سلاسل الجبال الحدودية، جنوب شرق آلاسكا، شمال شرق كولومبيا البريطانية
    - سلاسل جبال شيجا (Cheja) (جنوب شرق نهري تاكو / وايتينج (Taku/Whiting))
    - سلاسل جبال شيشيدلا (Chechidla)
    - حقل شوتين (Chutine) الجليدي
    - جبال آدم (Adam)
    - سلاسل جبال آشينجتون (Ashington)
    - سلاسل جبال بارنيستون (Burniston)
    - سلاسل جبال ديزادياش (Dezadeash)
    - سلاسل جبال فلورانس (Florence)
    - سلاسل جبال هاليك (Halleck)حقل جونياو (Juneau) الجليدي
    - حقل جونياو الجليدي
    - سلاسل جبال كاكوهان (Kakuhan)
    - جبال لينكولن (Lincoln)
    - سلاسل جبال لونج فيو (Longview)
    - جبال بيبودي (Peabody)
    - سلاسل جبال روسياو (Rousseau)
    - جبال سيوارد
    - سلاسل جبال سنوسلايد (Snowslide)
    - سلاسل جبال سبيكترام (Spectrum)
    - قمة ستيكين (Stikine) الجليدية

  - سلاسل جبال كيتيمات (Kitimat) الساحل الشمالي لكولومبيا البريطانية
  - سلاسل جبال باسيفيك (Pacific) الساحل الجنوبي والأوسط لكولومبيا البريطانية
    - سلاسل جبال رينبو شمال غرب شيلكوتين (Chilcotin)، كذلك يمكن تصنيفها على أنها جزء من الهضبة الداخليةقمة جبل رينبو
    - سلاسل جبال بانثيون (Pantheon) منطقة هوماتكو (Homathko)
    - سلاسل جبال نيوت (Niut) منطقة هوماتكو
    - سلاسل جبال وادينجتون (Waddington) منطقة هوماتكو
    - سلاسل جبال وايت مانتيل (Whitemantle) منطقة هوماتكو
    - سلاسل جبال بندور (Bendor)
    - سلاسل جبال جاريبالدي (Garibaldi)
    - سلاسل جبال كليندينينج (Clendinning)
    - سلاسل جبال تانتالوس (Tantalus)
    - سلاسل جبال شيلكوتين (Chilcotin)
      - سلاسل جبال ديكسون (Dickson)
      - سلاسل جبال شولابس (Shulaps)
      - سلاسل جبال كاميلزفوت (Camelsfoot)

    - سلاسل جبال ليلوييت (Lillooet)، (الضفة الغربية لفريزر كانيون)"
      - سلاسل جبال كانتيليفر (Cantilever)
      - سلاسل جبال كايوش (Cayoosh)

    - سلاسل جبال دوجلاس (Douglas)
    - سلاسل جبال فرونت (Front) (جبال الشاطئ الشمالي)
- جبال إنسيولار (Insular)، كولومبيا البريطانية
  - سلاسل جبال جزر فانكوفر (Vancouver)، كولومبيا البريطانية
  - جبال كوين شارلوت (Queen Charlotte)، كولومبيا البريطانيةجبال كونستانس (Constance)، جبال أوليمبيك
- جبال أوليمبيك، واشنطون
- سلاسل جبال كاسكيد، كولومبيا البريطانية(الضفة الغربية لفريزر كانيون)، واشنطون، أوريغون وكاليفورنيا
- سلاسل جبال ساحل أوريغون، أوريغون
  - سلاسل جبال ساحل أوريغون الشمالية
  - سلاسل جبال ساحل أوريغون الوسطى
  - سلاسل جبال ساحل أوريغون الجنوبية
- جبال كالابويا (Calapooya)، أوريغون
- كلاماث سيسكيو (Klamath-Siskiyou)، أوريغون، شمال كاليفورنيا
  - جبال كلاماث، أوريغون، شمال كاليفورنيا
  - جبال سيسكيو، أوريغون، شمال كاليفورنيا
  - جبال ترينتي آلبس (Trinity Alps) وجبال سالمون (Salmon)، شمال كاليفورنيا
  - جبال ياللا بولي (Yolla Bolly)، شمال كاليفورنيا
- سلاسل جبال الساحل الشمالي، شمال كاليفورنيا
  - سلاسل جبال كينج، شمال كاليفورنيا
  - سلاسل جبال ميندوسينو (Mendocino)، شمال كاليفورنياجبال كلاماث
  - جبال ماياكاماس (Mayacamas)، شمال كاليفورنيا
  - تلال مارين (Marin)، شمال كاليفورنيا، (بما في ذلك جبل تامالبيس (Tamalpais))
- سلاسل جبال ساحل كاليفورنيا الأوسط، وسط كاليفورنيا
  - جبال سانتا كروز (Santa Cruz)، وسط كاليفورنيا
  - سلسلة جبال ديابلو (Diablo)، وسط كاليفورنيا
  - سلسلة جبال جابيلان (Gabilan)، وسط كاليفورنيا
  - سلسلة جبال سانتا لوسيا (Santa Lucia)، وسط كاليفورنيا
  - سلسلة جبال تيمبلور (Temblor)، وسط كاليفورنيا
  - سلسلة جبال كاليانتي (Caliente)، وسط كاليفورنيا
- سلاسل الجبال المستعرضة، جنوب كاليفورنيا
  - جبال سييرا مادري، جنوب كاليفورنيا
  - جبال سييرا بيلونا (Sierra Pelona)، جنوب كاليفورنياجبال سان رافاييل (San Rafael)
  - جبال سان إيميجديو (San Emigdio)، جنوب كاليفورنيا
  - جبال سان رافاييل، جنوب كاليفورنيا
  - جبال سانتا ينز (Santa Ynez)، جنوب كاليفورنيا
  - جبال تيهاتشابي (Tehachapi)، جنوب كاليفورنيا
  - جبال توباتوبا (Topatopa)، جنوب كاليفورنيا
  - جبال سانتا سوزانا (Santa Susana)، جنوب كاليفورنيا
  - تلال سيمي (Simi)، جنوب كاليفورنيا
  - جبال سانتا مونيكا (Santa Monica)، جنوب كاليفورنيا
  - تلال تشوك (Chalk)، جنوب كاليفورنيا
  - جبال سان جابريل (San Gabriel)، جنوب كاليفورنياتلال بيونتي (Puente)
  - تلال سان رافاييل، جنوب كاليفورنيا
  - تلال بيونتي (Puente)، جنوب كاليفورنيا
  - جبال سان بيرناردينو (San Bernardino)، جنوب كاليفورنيا
  - جبال ليتل سان بيرناردينو (Little San Bernardino)، جنوب كاليفورنيا
- سلاسل جبال شبه الجزيرة، جنوب كاليفورنيا والمكسيك
  - جبال سانتا آنا (Santa Ana)، جنوب كاليفورنيا
  - تلال شينو (Chino)، جنوب كاليفورنيا
  - جبال سان جاسينتو (San Jacinto)، جنوب كاليفورنيا
  - سلسلة جبال بالومار (Palomar)، جنوب كاليفورنيا
  - جبال لاجونا (Laguna)، جنوب كاليفورنيا
  - سييرا دي خواريز، شمال باجا كاليفورنيا، المكسيك
  - سييرا سان بيدرو مارتير (Sierra San Pedro Martir)، وسط باجا كاليفورنيا، المكسيك
  - سييرا دو لا جيجانتا (Sierra de la Giganta)، جنوب باجا كاليفورنيا، المكسيك
  - سييرا دو لا لاجونا (Sierra de la Laguna)، جنوب باجا كاليفورنيا، المكسيك
- سييرا مادري الغربية، شمال غرب المكسيك

## أكبر الحقول الجليدية
لا يطلق عليها اسم سلاسل جبال، إلا أنها ترقي إلى نفس الشيء. تعد سلاسل جبال ساحل المحيط الهادئ مقرًا لأكبر حقول الجليد معتدلة خطوط الطول في العالم.
- حقل هاردينج (Harding) الجليدي
- حقل سارجينت (Sargent) الجليديحقل هاردينج الجليدي
- حقل باجلي (Bagley) الجليدي
- حقول كلوان الجليدية
- حقل جونياو الجليدي
- قمة ستيكين (Stikine) الجليدية
- حقل هالتزوك (Ha-Iltzuk) الجليدي (نهر سيلفرثرون (Silverthrone) الجليدي)
- حقل مونارك (Monarch) الجليدي
- حقل وادينجتون الجليدي
- حقل هاماتكو الجليدي
- غطاء ليلوييت الجليدي (قمة ليلوييت)
- حقل بيمبيرتون (Pemberton) الجليدي

لم يتم ذكر إلا أكبر حقول الجليد أعلاه، ربما يتم سرد حقول الجليد الأصغر في صفحات خاصة بسلاسل الجبال المتنوعة. لم يتم ذكر حقول الجليد التي لم يتم تسميتها بشكل رسمي

## استعمالات أخرى
يستخدم المصطلح سلاسل الجبال الساحلية من خلال هيئة المساحة الجيولوجية للولايات المتحدة للإشارة فقط إلى سلاسل الجبال إلى الجنوب من مضيق خوان دي فوكا (Juan de Fuca) في واشنطن إلى الحدود بين كاليفورنيا والمكسيك، وفقط سلاسل الجبال إلى الغرب من بوجيت (Puget)، ووادي ويلاميت (Willamette)، وساكرامينتو وسان يواكين أو «وادي كاليفورنيا المركزي» (وبالتالي يتم استثناء سلاسل جبال سييرا نيفادا وكاسكاد)، وموهافي و(الصحراء العليا) وسونوران (الصحراء المنخفضة).
أي محافظة حدود المحيط الهادئ. ويستخدم نفس المصطلح بشكل غير رسمي في كندا للإشارة إلى الجبال الساحلية والأراضي الداخلية المجاورة لها مثل جبال هازيلتون (Hazelton)، وفي بعض الأحيان كذلك (جبال سانت إلياس (Saint Elias)).

## الجغرافيا
تختلف طبيعة السلاسل بشكل كبير، من الجبل الجليدي الذي سجل رقمًا قياسيًا في سلاسل جبال ألاسكا، وحتى سلاسل جبال وسط وجنوب كاليفورنيا، وسلاسل الجبال المستعرضة وسلاسل جبال شبه الجزيرة في المناطق الإيكولوجية البلوط والغابات مع غابة البلوط وغابات شجيرات البلوط أو نبات المريمية الساحلي الذي يغطيها. وغالبًا ما ينحدر الخط الساحلي بحدة في البحر مع ظهور مظاهر رائعة. وبطول ساحل كولومبيا البريطانية وآلاسكا، تمتزج الجبال مع البحر في متاهة معقدة من المضايق، مع آلاف الجزر. وأمام ساحل كاليفورنيا الجنوبي، يمتد أرخبيل جزر تشانيل في جبال سانت مونيكا (Santa Monica) لمسافة 160 ميلاً.
توجد سهول ساحلية عند مصبات الأنهار التي شقت طريقها عبر الجبال مع نشر الرواسب، والتي تأتي أهمها في نهر كوبر في آلاسكا، ونهر فريزر (Fraser) في كولومبيا البريطانية ونهر كولومبيا (Columbia) بين واشنطون وأوريغون. في كاليفورنيا: ساكرامينتو وسان يواكين وخليج سان فرانسيسكو (San Francisco) ونهر سانتا كلارا وسهل أوكسنارد (Oxnard) (وهو مقر تربة من أكثر أنواع التربة خصوبة في العالم)، وأنهار لوس أنجلوس وسان جابرييل وسانتا آنا حوض لوس أنجليس - سهل ساحلي معبأ بالرواسب بين سلاسل الجبال في شبه الجزيرة والمستعرضة في الحوض وبعمق يصل إلى 6 أميال (10 كم)، ونهر سان دييجو (San Diego) خليج ميشن.
بجوار شمال خليج سان فرانسسكو، من المعتاد أن تستقر كتل الهواء الباردة غير المستقرة من خليج آلاسكا في إحدى السلاسل الجبلية الساحلية، مما يؤدي إلى هطول الأمطار الكثيفة، سواء في شكل مطر أو في شكل جليد، خصوصًا على المنحدرات الغربية لها. ويحدث نفس هذا الطقس الشتوي بشكل متكرر مع وجود أمطار أقل في جنوب كاليفورنيا، حيث تسبب واجهات الجبال الغربية وقممها ظل مطر في الشرق تؤدي إلى إنتاج المناطق الصحراوية القاحلة.
ويتم حذف سلسلة جبال سييرا نيفادا، من القائمة أدناه، إلا أنه يتم غالبًا تضمينها، وهي سلسلة جبال كبيرة في شرق كاليفورنيا يفصلها الوادي المركزي في معظم طولها من سلاسل الجبال الساحلية في كاليفورنيا وسلاسل الجبال المستعرضة.

## أكبر سلاسل الجبال
فيما يلي مكونات سلاسل الجبال الساحلية على المحيط الهادئ، من الشمال إلى الجنوب:
- جبال كيناي (Kenai)، آلاسكا الجنوبية
- جبال تشوجاش (Chugach)، آلاسكا الجنوبية
- جبال توكيتنا (Talkeetna)، آلاسكا الجنوبية

- سلاسل جبال ياكون، آلاسكا، ياكون
  - جبال رانجيل (Wrangell)، آلاسكا الجنوبية
- جبال سانت إلياس (Saint Elias)، آلاسكا الجنوبية، جنوب غرب ياكون، أقصى شمال غرب كولومبيا البريطانية
  - سلاسل جبال آلسيك (Alsek)
    - سلاسل جبال فيرويزر (Fairweather)
    - جبال تاكشانوك (Takshanuk)، هاينز، منطقة آلاسكا. بين تجمعات مياه شيللكات وشيلكوت
- الجبال الساحلية
  - سلاسل الجبال الحدودية، جنوب شرق آلاسكا، شمال شرق كولومبيا البريطانية
    - سلاسل جبال شيجا (Cheja) (جنوب شرق نهري تاكو / وايتينج (Taku/Whiting))
    - سلاسل جبال شيشيدلا (Chechidla)
    - حقل شوتين (Chutine) الجليدي
    - جبال آدم (Adam)
    - سلاسل جبال آشينجتون (Ashington)
    - سلاسل جبال بارنيستون (Burniston)
    - سلاسل جبال ديزادياش (Dezadeash)
    - سلاسل جبال فلورانس (Florence)
    - سلاسل جبال هاليك (Halleck)حقل جونياو (Juneau) الجليدي
    - حقل جونياو الجليدي
    - سلاسل جبال كاكوهان (Kakuhan)
    - جبال لينكولن (Lincoln)
    - سلاسل جبال لونج فيو (Longview)
    - جبال بيبودي (Peabody)
    - سلاسل جبال روسياو (Rousseau)
    - جبال سيوارد
    - سلاسل جبال سنوسلايد (Snowslide)
    - سلاسل جبال سبيكترام (Spectrum)
    - قمة ستيكين (Stikine) الجليدية

  - سلاسل جبال كيتيمات (Kitimat) الساحل الشمالي لكولومبيا البريطانية
  - سلاسل جبال باسيفيك (Pacific) الساحل الجنوبي والأوسط لكولومبيا البريطانية
    - سلاسل جبال رينبو شمال غرب شيلكوتين (Chilcotin)، كذلك يمكن تصنيفها على أنها جزء من الهضبة الداخليةقمة جبل رينبو
    - سلاسل جبال بانثيون (Pantheon) منطقة هوماتكو (Homathko)
    - سلاسل جبال نيوت (Niut) منطقة هوماتكو
    - سلاسل جبال وادينجتون (Waddington) منطقة هوماتكو
    - سلاسل جبال وايت مانتيل (Whitemantle) منطقة هوماتكو
    - سلاسل جبال بندور (Bendor)
    - سلاسل جبال جاريبالدي (Garibaldi)
    - سلاسل جبال كليندينينج (Clendinning)
    - سلاسل جبال تانتالوس (Tantalus)
    - سلاسل جبال شيلكوتين (Chilcotin)
      - سلاسل جبال ديكسون (Dickson)
      - سلاسل جبال شولابس (Shulaps)
      - سلاسل جبال كاميلزفوت (Camelsfoot)

    - سلاسل جبال ليلوييت (Lillooet)، (الضفة الغربية لفريزر كانيون)"
      - سلاسل جبال كانتيليفر (Cantilever)
      - سلاسل جبال كايوش (Cayoosh)

    - سلاسل جبال دوجلاس (Douglas)
    - سلاسل جبال فرونت (Front) (جبال الشاطئ الشمالي)
- جبال إنسيولار (Insular)، كولومبيا البريطانية
  - سلاسل جبال جزر فانكوفر (Vancouver)، كولومبيا البريطانية
  - جبال كوين شارلوت (Queen Charlotte)، كولومبيا البريطانيةجبال كونستانس (Constance)، جبال أوليمبيك
- جبال أوليمبيك، واشنطون
- سلاسل جبال كاسكيد، كولومبيا البريطانية(الضفة الغربية لفريزر كانيون)، واشنطون، أوريغون وكاليفورنيا
- سلاسل جبال ساحل أوريغون، أوريغون
  - سلاسل جبال ساحل أوريغون الشمالية
  - سلاسل جبال ساحل أوريغون الوسطى
  - سلاسل جبال ساحل أوريغون الجنوبية
- جبال كالابويا (Calapooya)، أوريغون
- كلاماث سيسكيو (Klamath-Siskiyou)، أوريغون، شمال كاليفورنيا
  - جبال كلاماث، أوريغون، شمال كاليفورنيا
  - جبال سيسكيو، أوريغون، شمال كاليفورنيا
  - جبال ترينتي آلبس (Trinity Alps) وجبال سالمون (Salmon)، شمال كاليفورنيا
  - جبال ياللا بولي (Yolla Bolly)، شمال كاليفورنيا
- سلاسل جبال الساحل الشمالي، شمال كاليفورنيا
  - سلاسل جبال كينج، شمال كاليفورنيا
  - سلاسل جبال ميندوسينو (Mendocino)، شمال كاليفورنياجبال كلاماث
  - جبال ماياكاماس (Mayacamas)، شمال كاليفورنيا
  - تلال مارين (Marin)، شمال كاليفورنيا، (بما في ذلك جبل تامالبيس (Tamalpais))
- سلاسل جبال ساحل كاليفورنيا الأوسط، وسط كاليفورنيا
  - جبال سانتا كروز (Santa Cruz)، وسط كاليفورنيا
  - سلسلة جبال ديابلو (Diablo)، وسط كاليفورنيا
  - سلسلة جبال جابيلان (Gabilan)، وسط كاليفورنيا
  - سلسلة جبال سانتا لوسيا (Santa Lucia)، وسط كاليفورنيا
  - سلسلة جبال تيمبلور (Temblor)، وسط كاليفورنيا
  - سلسلة جبال كاليانتي (Caliente)، وسط كاليفورنيا
- سلاسل الجبال المستعرضة، جنوب كاليفورنيا
  - جبال سييرا مادري، جنوب كاليفورنيا
  - جبال سييرا بيلونا (Sierra Pelona)، جنوب كاليفورنياجبال سان رافاييل (San Rafael)
  - جبال سان إيميجديو (San Emigdio)، جنوب كاليفورنيا
  - جبال سان رافاييل، جنوب كاليفورنيا
  - جبال سانتا ينز (Santa Ynez)، جنوب كاليفورنيا
  - جبال تيهاتشابي (Tehachapi)، جنوب كاليفورنيا
  - جبال توباتوبا (Topatopa)، جنوب كاليفورنيا
  - جبال سانتا سوزانا (Santa Susana)، جنوب كاليفورنيا
  - تلال سيمي (Simi)، جنوب كاليفورنيا
  - جبال سانتا مونيكا (Santa Monica)، جنوب كاليفورنيا
  - تلال تشوك (Chalk)، جنوب كاليفورنيا
  - جبال سان جابريل (San Gabriel)، جنوب كاليفورنياتلال بيونتي (Puente)
  - تلال سان رافاييل، جنوب كاليفورنيا
  - تلال بيونتي (Puente)، جنوب كاليفورنيا
  - جبال سان بيرناردينو (San Bernardino)، جنوب كاليفورنيا
  - جبال ليتل سان بيرناردينو (Little San Bernardino)، جنوب كاليفورنيا
- سلاسل جبال شبه الجزيرة، جنوب كاليفورنيا والمكسيك
  - جبال سانتا آنا (Santa Ana)، جنوب كاليفورنيا
  - تلال شينو (Chino)، جنوب كاليفورنيا
  - جبال سان جاسينتو (San Jacinto)، جنوب كاليفورنيا
  - سلسلة جبال بالومار (Palomar)، جنوب كاليفورنيا
  - جبال لاجونا (Laguna)، جنوب كاليفورنيا
  - سييرا دي خواريز، شمال باجا كاليفورنيا، المكسيك
  - سييرا سان بيدرو مارتير (Sierra San Pedro Martir)، وسط باجا كاليفورنيا، المكسيك
  - سييرا دو لا جيجانتا (Sierra de la Giganta)، جنوب باجا كاليفورنيا، المكسيك
  - سييرا دو لا لاجونا (Sierra de la Laguna)، جنوب باجا كاليفورنيا، المكسيك
- سييرا مادري الغربية، شمال غرب المكسيك

## أكبر الحقول الجليدية
لا يطلق عليها اسم سلاسل جبال، إلا أنها ترقي إلى نفس الشيء. تعد سلاسل جبال ساحل المحيط الهادئ مقرًا لأكبر حقول الجليد معتدلة خطوط الطول في العالم.
- حقل هاردينج (Harding) الجليدي
- حقل سارجينت (Sargent) الجليديحقل هاردينج الجليدي
- حقل باجلي (Bagley) الجليدي
- حقول كلوان الجليدية
- حقل جونياو الجليدي
- قمة ستيكين (Stikine) الجليدية
- حقل هالتزوك (Ha-Iltzuk) الجليدي (نهر سيلفرثرون (Silverthrone) الجليدي)
- حقل مونارك (Monarch) الجليدي
- حقل وادينجتون الجليدي
- حقل هاماتكو الجليدي
- غطاء ليلوييت الجليدي (قمة ليلوييت)
- حقل بيمبيرتون (Pemberton) الجليدي

لم يتم ذكر إلا أكبر حقول الجليد أعلاه، ربما يتم سرد حقول الجليد الأصغر في صفحات خاصة بسلاسل الجبال المتنوعة. لم يتم ذكر حقول الجليد التي لم يتم تسميتها بشكل رسمي